# Sinikka Kukkonen
Sinikka Kukkonen, född den 1 augusti 1947 i Tervo, död 25 juli 2016 i Heinola, var en finländsk orienterare och skidorienterare. I orientering blev hon världsmästare i stafett 1972 samt har tagit ett VM-silver och ett NM-silver.
Vid de första världsmästerskapen i skidorientering 1975 tog hon guld både individuellt och i stafett. Hon blev även världsmästare i stafett 1977 och 1980